# Concepción Alloza Blasco
Concepción Alloza Blasco (Castelló de la Plana, 1895 - Castelló de la Plana, segle XX) fou una mestressa de casa i propietària que participà activament en entitats com l'Obra Protecció d'Interessos Catòlics (Castelló de la Plana), la Creu Roja i l'Associació Castellonenca de Caritat. Filla de Concepción Blasco i de l'enginyer Leandro Alloza, qui va dur a terme el projecte i la construcció del port de Castelló i nora del qui va ser alcalde de Castelló, Cayo Gironés Álvarez.

## Biografia
A l'edat de 25 anys es va casar amb el polític i comerciant de 41 anys Ricardo Gironés Sanchis, fill del qui havia sigut alcalde de Castelló Cayo Gironés Álvarez. Es va quedar molt jove vídua, amb una filla de mesos, i va dedicar tota la seua vida a la tasca benefactora i filantròpica, seguint els passos de la seva mare.
El seu estatus familiar i la seva viduïtat continuada la van fer la representant més idònia en actes culturals o polítics, com en els Jocs Florals, on va ser la primera padrina, tenint de mantenidor a José Canalejas, o també quan va ser l'única representant femenina entre les autoritats que van rebre a Primo de Rivera, quan va anar a Castelló a inaugurar el pantà de Maria Cristina l'any 1925.
Les dones catòliques de tot Europa, moltes d'ascendència aristocràtica o burgesa, troben una esfera d'acció prioritària en la beneficència i en l'alleujar la misèria dels pobres, per a contrarrestar les pràctiques laiques d'intervenció social de les feministes republicanes. Moltes d'elles són vídues, com Concepción Alloza, i estan acostumades a tenir una autonomia i a fer tasques de gestió. Concepción Alloza de jove ja es va iniciar en l'associacionisme femení quan va entrar a formar part de l'Obra Protecció d'Interessos Catòlics de Castelló, on col·laborava sobretot a organitzar la mutualitat que permetia pagar els salaris de les obreres si estaven malaltes i a tenir dret a l'assistència al part o a la gota de llet, perquè els xiquets no agafaren la tuberculosi o altres malalties contagioses.
El seu nomenament com a presidenta de l'Assemblea provincial de la Creu Roja va suposar entrar en una més vasta empresa d'higiene i filantropia: va haver d'organitzar robers de caritat, colònies escolars i cuines econòmiques, sense oblidar les gotes de llet o la relació amb les societats antialcohòliques, la Junta de Tràfic de Blanques o les juntes protectores de la infantesa i els emigrants. Eren constants les activitats de recol·lecció de dinerari en tòmboles o funcions culturals que se celebraven al Teatre Principal, al cinema Royal o al Casino Antic. Una prova de la seua activitat caritativa continuada és que durant la Segona República era l'única dona vocal de l'Associació Castellonenca de Caritat, i presidenta de la comissió del rober.
La seua relació amb l'assocació Obra Protecció d'Interessos Catòlics de Castelló era continuada i durant la Segona República va ser nomenada presidenta del comité local de Castelló, quan funden el partit afí a la Dreta Regional Agraria i la CEDA anomenat Agrupació Catòlica Femenina. Va presidir algun dels mítings celebrats a Castelló en novembre de 1933, on per primera vegada era exercit el sufragi femení. Les dones catòliques van recórrer diferents pobles de Castelló fent mítings i parlant ja de croada a favor de la religió, l'escola i la familia catòlica, front a les mesures laiques i modernitzadores dels governs republicans.
En la postguerra, José Clará Piñol, metge i director de l'hospital de Castelló, va ser un gran col·laborador amb Concepción Alloza i la Creu Roja a l'hora d'atendre els soldats i les persones ferides en la guerra. Concepción Alloza va rebre la placa d'or de la Creu Roja en la postguerra per la seva total dedicació a la tasca esmentada, igual que a diverses infermeres els van atorgar els braçalets d'honor.